# Lost in Space – Elveszve az űrben (televíziós sorozat)
A Lost in Space – Elveszve az űrben (eredeti cím: Lost in Space) 2018 és 2021 között bemutatott amerikai sci-fi televíziós sorozat. Az azonos című 1965-ös sorozatot gondolta újra, amely pedig egy 1812-ben megjelent regény, a Robinson család átdolgozása volt.
A 2018-as sorozat egy űrbéli gyarmatra tartó, de hajótörést szenvedett csoport kalandjait mutatja be. A forgatókönyv a Matt Sazama-Burk Sharpless szerzőpáros műve. A gyártó a Legendary Television, a Synthesis Entertainment, a Clickety-Clack Productions és az Applebox Entertainment volt, a főproducer (showrunner) Zack Estrin lett. A Netflix 2018 április 13-án mutatta be az első évadot, amely tíz részes lett, majd a következő hónapban megújította egy második évadra. A második évad 2019. december 24-én jelent meg. 2020. március 9-én a Netflix berendelte a sorozat harmadik, egyben utolsó évadát, amely 2021. december 1-jén jelent meg.
Magyarországon a sorozat első évadja 2019. március 3-án jelent meg felirattal, majd 2019. november 19-én magyar szinkronnal. A második és harmadik évad magyar szinkronnal érkezett.

## Szereplők

### Főszereplők
| Színész            | Szereplő                | Magyar hang                  | Évad |
| ------------------ | ----------------------- | ---------------------------- | ---- |
| Molly Parker       | Maureen Robinson        | Németh Kriszta               | 1–3. |
| Toby Stephens      | John Robinson           | Fekete Ernő                  | 1–3. |
| Maxwell Jenkins    | Will Robinson           | Sándor Barnabás (1. évadban) | 1–3. |
| Maxwell Jenkins    | Will Robinson           | Pál Dániel Máté (2. évadtól) | 1–3. |
| Taylor Russell     | Judy Robinson           | Laudon Andrea                | 1–3. |
| Mina Sundwall      | Penny Robinson          | Pekár Adrienn                | 1–3. |
| Ignacio Serricchio | Don West                | Miller Zoltán                | 1–3. |
| Parker Posey       | June Harris / Dr. Smith | Solecki Janka                | 1–3. |
| Brian Steele       | Robot                   | Molnár Kristóf               | 1–3. |
| Ajay Friese        | Vijay Dhar              | Miller Dávid                 | 1–3. |
| Sibongile Mlambo   | Angela Goddard          | Peller Anna                  | 1–2. |

### Mellékszereplők
| Színész              | Szereplő        | Magyar hang         | Évad |
| -------------------- | --------------- | ------------------- | ---- |
| Raza Jaffrey         | Victor Dhar     | Rajkai Zoltán       | 1–3. |
| Cary-Hiroyuki Tagawa | Hiroki Watanabe | Karsai István       | 1.   |
| Kiki Sukezane        | Aiko Watanabe   | Csuha Bori          | 1.   |
| Yukari Komatsu       | Naoko Watanabe  | Dudás Eszter        | 1–3. |
| Veenu Sandhu         | Prisha Dhar     | Turóczi Izabella    | 1.   |
| Adam Greydon Reid    | Peter Beckert   | Kisfalusi Lehel     | 1–3. |
| Amelia Burstyn       | Diane           | Lipcsey Bori        | 1–2. |
| Iain Belcher         | Evan            | Timon Barnabás      | 1.   |
| Shaun Parkes         | Radic kapitány  | Barabás Kiss Zoltán | 1–3. |
| Rowan Schlosberg     | Connor          | Kádár-Szabó Bence   | 1–2. |
| Viv Leacock          | Reese           | Fehérváry Márton    | 1–3. |
| Douglas Hodge        | Hastings        | Harmath Imre        | 2–3. |
| JJ Feild             | Ben Adler       | Papp Dániel         | 2–3. |
| Sakina Jaffrey       | Kamal kapitány  | Farkasinszky Edit   | 2.   |
| Tattiawna Jones      | Ava             | Bognár Anna         | 2–3. |
| Aria DeMaris         | Izabel Azevedo  | Szabó Zselyke       | 2–3. |
| Alison Araya         | Aubrey Azevedo  | Erdős Borcsa        | 2–3. |
| Nevis Unipan         | Samantha        | Csikos Léda         | 2–3. |
| Russell Hornsby      | Grant Kelly     | Kardos Róbert       | 3.   |
| Charles Vandervaart  | Liam Tufeld     | Lengyel Benjámin    | 3.   |
| Elias Leacock        | Noah            | Kelemen Noel        | 3.   |

### Vendégszereplők
| Színész           | Szereplő       | Magyar hang         | Évad |
| ----------------- | -------------- | ------------------- | ---- |
| AnnaMaria Demara  | Tam Roughneck  | Miklós Eponin       | 1.   |
| Selma Blair       | Jessica Harris | Sánta Annamária     | 1–2. |
| Bill Mumy         | Zachary Smith  | Seder Gábor         | 1–2. |
| Angela Cartwright | Sheila Harris  | Csonka Anikó        | 2.   |
| Rob LaBelle       | Mr. Jackson    | Petridisz Hrisztosz | 2.   |
| June Lockhart     | Központ hangja | Kiss Mari           | 3.   |
| Karen LeBlanc     | Kancellár      | Bertalan Ágnes      | 3.   |

### Magyar változat
- Magyar szöveg: Kis János, Kecskés Enikő (2. évad)
- Hangmérnök: Hollósi Péter
- Vágó: Árvai Csaba (1–2. évad), Wünsch Attila (3. évad)
- Gyártásvezető: Rába Ildikó (1–2. évad), Bőhm Anita (3. évad)
- Szinkronrendező: Molnár Kristóf

A magyar változat a Direct Dub Studios műtermében készült.

## Epizódok
| Évad | Évad | Epizódok | Eredeti sugárzás   | Magyar sugárzás    | Adó |
| ---- | ---- | -------- | ------------------ | ------------------ | --- |
|      | 1.   | 10       | 2018. április 13.  | 2019. november 19. |     |
|      | 2.   | 10       | 2019. december 24. | 2019. december 24. |     |
|      | 3.   | 8        | 2021. december 1.  | 2021. december 1.  |     |

### 1. évad (2018)
| Sor. | Év. | Cím                                             | Rendező         | Író                             | Premier                              |
| --- | --- | ----------------------------------------------- | --------------- | ------------------------------- | ------------------------------------ |
| 1. | 1.  | Becsapódás (Impact)                             | Neil Marshall   | Matt Sazama és Burk Sharpless   | 2018. április 13. 2019. november 19. |
| Útban egy űrkolónia felé Robinsonék űrhajója balesetet szenved, és egy ismeretlen bolygó felé fordul. Viszontagságos éjszaka vár rájuk a bolygó felszínén.       |     |                                                 |                 |                                 |                                      |
| 2. | 2.  | Gyémántok az égen (Diamonds in the Sky)         | Neil Marshall   | Matt Sazama és Burk Sharpless   | 2018. április 13. 2019. november 19. |
| Újabb balesetek történnek, újabb űrhajók érkeznek a bolygóra. Robinsonék rejtélyes új társaságuk segítségével próbálják megjavítani űrhajójukat.                 |     |                                                 |                 |                                 |                                      |
| 3. | 3.  | Élősködők (Infestation)                         | Tim Southam     | Zack Estrin                     | 2018. április 13. 2019. november 19. |
| Emlékképek árulkodnak Dr. Smith múltjáról. Robinsonék új veszéllyel néznek szembe: az űrhajó üzemanyagtartálya ürülni kezd... méghozzá rohamtempóban.            |     |                                                 |                 |                                 |                                      |
| 4. | 4.  | Itt jártak Robinsonék (The Robinsons Were Here) | Alice Troughton | Katherine Collins               | 2018. április 13. 2019. november 19. |
| A Robinsonék kapcsolatba lépnek egy másik túlélő családdal, Will pedig igyekszik megvédeni a barátját, miután Judy rájön, hogy mi történt a Resolute fedélzetén. |     |                                                 |                 |                                 |                                      |
| 5. | 5.  | Jelzés (Transmission)                           | Deborah Chow    | Kari Drake                      | 2018. április 13. 2019. november 19. |
| A csapat tornyot épít, hogy jelezzen a Resolute-nak, Maureen a bolygó anomáliáját vizsgálja, Will egy nehéz beszélgetésben vesz részt az apjával.                |     |                                                 |                 |                                 |                                      |
| 6. | 6.  | Gyászbeszéd (Eulogy)                            | Vincenzo Natali | Ed McCardie                     | 2018. április 13. 2019. november 19. |
| Maureen mérlegeli, hogy megossza-e, amit az égen látott, Don üzemanyagot kereső küldetést vezet, és a robot jelenléte feltüzeli a feszültségeket a csoportban.   |     |                                                 |                 |                                 |                                      |
| 7. | 7.  | Nyomás alatt (Pressurized)                      | Tim Southam     | Vivian Lee                      | 2018. április 13. 2019. november 19. |
| Míg Dr. Smith a titkos projekten dolgozik, a rengések az egész bolygót feldúlják, így a két csapatnak lehetetlen választásokkal kell szembenézniük.              |     |                                                 |                 |                                 |                                      |
| 8. | 8.  | Röppálya (Trajectory)                           | Stephen Surjik  | Katherine Collins és Kari Drake | 2018. április 13. 2019. november 19. |
| Maureen megoldást talál az üzemanyag-problémára, de terve megvalósítása nehezebb, mint gondolta. Dr. Smith rájön, hogy lebukott.                                 |     |                                                 |                 |                                 |                                      |
| 9. | 9.  | Feltámadás (Resurrection)                       | Tim Southam     | Daniel McLellan és Kari Drake   | 2018. április 13. 2019. november 19. |
| Judy Maureen keresésére indul, Will és Penny pedig a barlangot derítik fel. Dr. Smith új menekülési terven dolgozik.                                             |     |                                                 |                 |                                 |                                      |
| 10. | 10. | Veszély, Will Robinson! (Danger, Will Robinson) | David Nutter    | Matt Sazama és Burk Sharpless   | 2018. április 13. 2019. november 19. |
| Ahogy fogy az idő a Resolute indulásáig, a Robinson család próbálja elhagyni a bolygót és szabadulni Dr. Smith karmaiból.                                        |     |                                                 |                 |                                 |                                      |

### 2. évad (2019)
| Sor. | Év. | Cím                                   | Rendező        | Író                             | Premier                               |
| --- | --- | ------------------------------------- | -------------- | ------------------------------- | ------------------------------------- |
| 11. | 1.  | Hajótöröttek (Shipwrecked)            | Alex Graves    | Matt Sazama és Burk Sharpless   | 2019. december 24. 2019. december 24. |
| Hét hónappal később egy vizes bolygón ragadva Robinsonék kockázatos erőfeszítést tesznek a Jupiter beindítására, és Will fogadalmat tesz a robot felkutatására.            |     |                                       |                |                                 |                                       |
| 12. | 2.  | Szakadék (Precipice)                  | Alex Graves    | Zack Estrin                     | 2019. december 24. 2019. december 24. |
| Penny és Maureen csapdába esnek egy titokzatos fémárokban, Don pedig veszélyes méreg áldozata lesz.                                                                        |     |                                       |                |                                 |                                       |
| 13. | 3.  | Visszhangok (Echoes)                  | Leslie Hope    | Liz Sagal                       | 2019. december 24. 2019. december 24. |
| Robinsonék álmai a boldog találkozásról kútba esnek, amikor rájönnek, hogy valami nem stimmel a Resolute fedélzetén. Smith kihasznál egy alkalmat, hogy tisztázza a nevét. |     |                                       |                |                                 |                                       |
| 14. | 4.  | Madárijesztő (Scarecrow)              | Jon East       | Kari Drake                      | 2019. december 24. 2019. december 24. |
| Míg Will a robottal kapcsolatos nyomokat keresi, John és Judy a közeli bolygó poros felületén landolnak, hogy túlélő társaiknak segítsenek.                                |     |                                       |                |                                 |                                       |
| 15. | 5.  | Fuss! (Run)                           | Jon East       | Vivian Lee                      | 2019. december 24. 2019. december 24. |
| John szorult helyzete rosszabbra fordul, amikor Judyt egy bolygóbeli őrült versenyre küldi. Penny egy régi barát segítségével Smith után kémkedik.                         |     |                                       |                |                                 |                                       |
| 16. | 6.  | Elszakítva (Severed)                  | Tim Southam    | Katherine Collins               | 2019. december 24. 2019. december 24. |
| Penny, Smith és a barátaik egy szűk helyen rekednek a gyorsan terjedő szennyező anyag miatt. Will és Maureen elindulnak Adlerrel, hogy megtalálják a robotot.              |     |                                       |                |                                 |                                       |
| 17. | 7.  | Evolúció (Evolution)                  | Tim Southam    | Daniel McLellan                 | 2019. december 24. 2019. december 24. |
| John hihetetlen partnert talál arra, hogy a hajó által elfogott titkos hangjelzést levadássza. Will azt gyanítja, hogy Adler valamit rejteget                              |     |                                       |                |                                 |                                       |
| 18. | 8.  | Ismeretlen (Unknown)                  | Jabbar Raisani | Kari Drake és Katherine Collins | 2019. december 24. 2019. december 24. |
| Miközben Maureen egy lázadást vezet, Hastings meglátogatja Johnt, hogy ultimátumot adjon, és Penny megpróbálja meggyőzni Willt arról, hogy megváltozott a robotja.         |     |                                       |                |                                 |                                       |
| 19. | 9.  | Itt a piros, hol a piros (Shell Game) | Stephen Surjik | Zack Estrin és Vivian Lee       | 2019. december 24. 2019. december 24. |
| Will és Penny azon vannak, hogy elrejtsék a robotokat, és kitalálják a következő lépésüket. Eközben Hastings további fondorlatokat tervez a Robinsonék elleni háborújában. |     |                                       |                |                                 |                                       |
| 20. | 10. | Kilencvenhét (Ninety-Seven)           | Alex Graves    | Matt Sazama és Burk Sharpless   | 2019. december 24. 2019. december 24. |
| A Madárijesztő megmentésére irányuló küldetés váratlan fordulatot vesz, és a Resolute-ot káoszba taszítja. Judy tervet sző, hogy hajót juttasson az Alfa Centauriba.       |     |                                       |                |                                 |                                       |

### 3. évad (2021)
| Sor. | Év. | Cím                                                           | Rendező               | Író                           | Premier                             |
| ---- | --- | ------------------------------------------------------------- | --------------------- | ----------------------------- | ----------------------------------- |
| 21.  | 1.  | Három madárka (Three Little Birds)                            | Frederick E.O. Toye   | Matt Sazama és Burk Sharpless | 2021. december 1. 2021. december 1. |
| 22.  | 2.  | Találkozás (Contact)                                          | Kevin Rodney Sullivan | Zack Estrin                   | 2021. december 1. 2021. december 1. |
| 23.  | 3.  | Az új fickó (The New Guy)                                     | Sarah Boyd            | Vivian Lee                    | 2021. december 1. 2021. december 1. |
| 24.  | 4.  | Semmit nem hagyunk hátra (Nothing Left Behind)                | Julian Holmes         | Daniel McLellan               | 2021. december 1. 2021. december 1. |
| 25.  | 5.  | Megrekedve (Stuck)                                            | Leslie Hope           | Kari Drake                    | 2021. december 1. 2021. december 1. |
| 26.  | 6.  | Az utolsó jelzés (Final Transmission)                         | Julian Holmes         | Katherine Collins             | 2021. december 1. 2021. december 1. |
| 27.  | 7.  | A tartalékterv tartalékterve (Contingencies on Contingencies) | Leslie Hope           | Zack Estrin                   | 2021. december 1. 2021. december 1. |
| 28.  | 8.  | Bizalom (Trust)                                               | Jabbar Raisani        | Matt Sazama és Burk Sharpless | 2021. december 1. 2021. december 1. |

## Fordítás
- Ez a szócikk részben vagy egészben  a   Lost in Space (2018 TV series) című angol Wikipédia-szócikk fordításán alapul.  Az eredeti cikk szerkesztőit annak laptörténete sorolja fel. Ez a jelzés csupán a megfogalmazás eredetét és a szerzői jogokat jelzi, nem szolgál a cikkben szereplő információk forrásmegjelöléseként.